# Салаи, Габор
Габо́р Сала́и (венг. Szalai Gábor; род. 9 июня 2000, Кечкемет) — венгерский футболист, защитник клуба «Ференцварош» и сборной Венгрии.

## Клубная карьера
Салаи — воспитанник клуба «Кечкемет». В 2019 году он дебютировал за основной состав в Третьей лиге Венгрии. В 2021 году игрок помог команде выйти в более высокий дивизион. 18 августа в матче против «Диошдьёра» он дебютировал во Втором дивизионе Венгрии. В этом же поединке Габор забил свой первый гол за «Кечкемет». По итогам сезона Салаи помог команде выйти в элиту. 30 июля 2022 года в матче против «Вашаша» он дебютировал в чемпионате Венгрии.
В начале 2024 года Салаи перешёл в швейцарский клуб «Лозанна». 20 января в матче против «Санкт-Галлена» он дебютировал в швейцарской Суперлиге. 